# Norman Johnson
Pour les articles homonymes, voir Johnson.
Norman W. Johnson (1930-2017) est un mathématicien américain, qui enseigna au Wheaton College (Massachusetts, É.-U.). Il obtint son Ph.D. à l'université de Toronto en 1966 avec une thèse intitulée The Theory of Uniform Polytopes and Honeycombs (La théorie des polytopes uniformes et des pavages réguliers). Son directeur de thèse était le mathématicien H.S.M. Coxeter. Dans cette thèse, Johnson découvrit un groupe de trois antiprismes qui sont aujourd'hui nommés les antiprismes de Johnson.
En 1966, il énuméra également 92 polyèdres convexes non uniformes à face régulières. Victor Zalgaller (en) prouva en 1969 que la liste de Johnson était complète. Ses éléments sont à présent appelés les solides de Johnson.
Plus récemment, Johnson a participé au Uniform Polychora Project (Projet des polychores uniformes), un travail destiné à trouver et nommer des polytopes en dimension supérieure.

## Travaux
- Hyperbolic Coxeter Groups
- Mostly Finite Geometries  (ISBN 0-8247-0035-X)
- (en) Geometries and Transformations, Cambridge University Press, 2018 (ISBN 978-1-107-10340-5, lire en ligne).